# 迦叶狮子吼经
《迦叶狮子吼经》（巴利文：[Mahasihanada Suttam] 错误：{{Lang}}：语言标签：ISAT 无法识别（帮助）），南传上座部佛教《巴利文大藏经》中的长部第八部经。

## 介绍
佛陀在乔萨罗国时，裸体苦行者迦叶与其谈论苦行。迦叶讲述各种苦行，而佛陀认为只有苦行而戒定慧不具足，远非真正沙门。佛陀因此讲述戒定慧，迦叶听完后出家为比丘，最后修为阿罗汉。
该经在汉传佛教的《大正新修大藏经》中对应经典为《長阿含經·倮形梵志經》（第1部第102卷）